# Stoffán György
Stoffán György (Budapest, 1958. január 16. –) író, újságíró, egyháztörténet-kutató.

## Életpályája
Budai, bajor és cipszer eredetű ötgyermekes nemesi család harmadik gyermekeként született. Édesapja (1926–2012) dr. Stoffán György nyugalmazott közgazdász, édesanyja (1927–2018) Mikula Annamária, nyugalmazott könyvelő. Iskoláit a Marczibányi Istvánról nevezett általános iskolában kezdte, ahol többek között Lengyel Mária, Benedek Elek unokája is tanította. Itt kapta első indíttatását a székely nép kultúráját és létét illető elkötelezettségéhez, amely újságírói és írói pályájának máig fontos eleme.
Középiskoláját a szentendrei Ferences Gimnáziumban 1974-ben kezdte, ahonnan kommunistaellenes, nyíltan hangoztatott politikai nézetei miatt távolították el, kitiltva az ország összes egyházi iskolájából. A Ferihegyi Úti Gimnáziumban folytatta középiskolai tanulmányait, később pedig a Váci Kereskedelmi és Vendéglátóipari Szakközépiskola bizonyítványával fejezte be. Felsőfokú képzésben a "Konrád Akadémián" részesült. Kezdetben a vendéglátásban dolgozott, de már ekkor is írt főként a katolikus sajtóban és a Vendéglátás című szaklapban. Cikkeiben leginkább az erdélyi magyarság mindennapjairól, kulturális életéről, konyhájáról közölt tényeket, gondolatokat, történeteket (1978). Mivel a kor kommunista politikai irányvonalával nem értett egyet, megjelenésre nem sok lehetősége volt, de igyekezett megtalálni azokat a lapokat, amelyeknél befogadták és merték leközölni írásait. Számos lap munkatársaként dolgozott (A KAPU, az Új Ember, a Reformátusok Lapja, a Dátum, a Tér-Kép, a Pesti Hírlap, és a Demokrata.) Rendszeresen eljuttatta írásait az akkor még működő Szabad Európa Rádióhoz, ahol névvel olvasták be jegyzeteit. Mint a Kurír tudósítója, részt vett a romániai forradalomban, valamint a Horvátországot sújtó szerb háborúban. Cikkeit több európai médiumban olvashatjuk. Gyermekei: György Nimród (1996) és János Apor (2002.).

## Műveiről
Könyveiben többnyire az erdélyi magyarságról, az egyháztörténetről, és a társadalompolitikáról értekezik. Két útikönyve a Kárpát-medence magyar városainak történetét mutatja be. P. Zadravecz István ferences püspökről írt életrajzot (Zadravecz-passió). Legjelentősebb kutatását, a Teleki Pál "meggyilkolását"(!) taglaló "Én öltem meg Teleki Pált" címmel megjelent kötetében foglalta össze. Önálló lapot is indított  Nemzeti Napló néven 2006-ban. 2015-ig a Sepsiszentgyörgyön megjelenő Európai Idő helyettes főszerkesztője. Munkája a Julianus Útikönyvek-sorozat, amelynek tulajdonos főszerkesztője. Jelenleg az általa alapított Nemzeti Napló főszerkesztője.

## Eddig megjelent könyvei
- Ceausescu él Antikvárium.hu
- Vádirat
- Védőbeszéd [https://web.archive.org/web/20160426212330/http://emlekezem.hu/text/bibliografiakeresztenymartirokembermentok.html
- "Kiirtanám az összes keresztényt"[halott link]
- Kárpát medence 1-2 (Julianus útikönyvek)
- Zadravecz-passió  (a második kiadás 2016)
- Tollvonások a demokráciáért
- Prímások és pápák Trianontól napjainkig
- "Én öltem meg Teleki Pált" (II. kiadás 2019)  [halott link] ISBN 9634403557
- Az utolsó Habsburg-kaland
- Julianus Útikönyvek sorozat kiadványai (220 kiadvány)
- Kórisme (Budapest, 2012)
- Barátok konyhája – 1693-as csíksomlyói ferences receptes könyv  (2015, Budapest)
- Nemzeti Napló (folyóirat)
- Barátok konyhája 1-2. (Erdélyi ferences kolostor-gasztronómiatörténet és receptgyűjtemény 1693-2018)
- Volt egyszer egy keresztény Európa (2018)
- Pápajárás Csíksomlyón (2019)
- Átkozott Trianon (2019)
- Sum paratus (2020)

## Általa vagy szerkesztésében kiadott könyvek
- Emilio Vasari: A száműzött bíboros (Babits Kiadó, 1993. Szekszárd) ISBN 963-7806-89-x
- Kölley György: Értetek és miattatok (Budapest, Eötvös Kiadó, 1990)
- Csonka Emil: Zita története
- Zsúnyi Illés: Nehéz idők (Budapest, Logamon 2002. Kiadó, 2007)
- dr. Urbán László: Érd a sajtó tükrében 1894–1948
- Kenessey-Szuhányi Mária: szerb, német és spanyol nyelvű pedagógiai szakkönyvei (Kenessey-methode sorozat)
- Theobald Mihályné: Diabetikus szakácskönyv gyermekeknek is
- Kelemen Patrícia: Kanadai "Halabalu"